# Serafinów
Serafinów – wieś w Polsce położona w województwie wielkopolskim, w powiecie krotoszyńskim, w gminie Koźmin Wielkopolski.
Wieś powstała w XVI w. W okresie Wielkiego Księstwa Poznańskiego (1815-1848) miejscowość należała do wsi mniejszych w ówczesnym pruskim powiecie Krotoszyn w rejencji poznańskiej. Folwark Serafinów należał do okręgu koźmińskiego tego powiatu i stanowił część majątku Gościejewo, którego właścicielem była wówczas Józefina Ożegalska. Według spisu urzędowego z 1837 roku wieś liczyła 21 mieszkańców, którzy zamieszkiwali dwa dymy (domostwa).
Stoi tu niewielki, drewniany kościół pw. św. Rozalii zbudowany z ofiar mieszkańców Mokronosa w latach 1707-1708 podczas epidemii morowego powietrza. Wyposażenie wnętrza stanowią trzy ołtarze z I poł. XVIII w. Główny utrzymany jest w stylu barokowym z obrazami św. Rozalii i św. Katarzyny oraz boczne: manierystyczny pw. św. Franciszka z Asyżu i barokowy pw. Matki Boskiej. W tym ostatnim znajdują się dwa koliste obrazy z wyobrażeniami patronki kościoła, pochodzące z I poł. XVII w. Uwagę zwraca również manierystyczna ambona z I poł. XVII w. z malowanymi postaciami ewangelistów, barokowo-ludowy krucyfiks na belce tęczowej oraz drzwi z XVII-wiecznymi okuciami i zamkiem.
W latach 1975–1998 miejscowość administracyjnie należała do województwa kaliskiego.
W sąsiedztwie kościółka w niewielkim parku znajduje się dawna plebania, zamieniona na przełomie XIX i XX w. na dworek.